# Каландадзе, Иродий Бичиевич
Иродий Бичиевич Каландадзе (1894 год, Шорапанский уезд, Кутаисская губерния, Российская империя — дата смерти неизвестна, Зестафонский район, Грузинская ССР) — бригадир колхоза имени Хозе Диас Зестафонского района. Грузинская ССР. Герой Социалистического Труда (1949). 

## Биография
Родился в 1894 году в крестьянской семье в одном из сельских населённых пунктов Шорапанского уезда Кутаисской губернии. В первые годы коллективизации трудился рядовым колхозником в виноградарском колхозе имени Хозе Диас Зестафонского района. В послевоенные годы возглавлял виноградарскую бригаду.
В 1948 году бригада под его руководством собрало в среднем по 75,3 центнера винограда шампанских вин с каждого гектара на участке площадью 10 гектаров. Указом Президиума Верховного Совета СССР от 9 августа 1949 года удостоен звания Героя Социалистического Труда за «получение высоких урожаев винограда в 1948 году» с вручением ордена Ленина и золотой медали «Серп и Молот».
Этим же Указом звание Героя Социалистического Труда получили труженики колхоза имени Хозе Диас бригадир Валериан Бичиевич Талахадзе и звеньевые Николай Германович Гвелесиани, Анна Георгиевна Ткемаладзе, Галина Силионовна Ткемаладзе, Синепор Галактионович Ткемаладзе.
После выхода на пенсию в 1968 году проживал в Зестафонском районе. Дата cмерти не установлена.